# Виллер-сюр-Нье
Вилле́р-сюр-Нье (фр. Villers-sur-Nied) — коммуна во французском департаменте Мозель региона Лотарингия. Относится к  кантону Дельм.	

## География
Виллер-сюр-Нье расположен в 35 км к юго-востоку от Меца. Соседние коммуны: Мартий и Моранж на востоке, Ашен и Белланж на юго-востоке, Дален на юге, Бреэн и Шато-Бреэн на юго-западе, Шикур и Фремери на западе.

## История
- Зависел от сеньората де Вивье.
- Феод графства де Сальм.

## Демография
По переписи 2008 года в коммуне проживало 76 человек.	

## Достопримечательности
- Церковь Сент-Осваль 1854 года.